# فرط نشاط المثانة
فرط نشاط المثانة، المعروف أيضا باسم متلازمة فرط نشاط المثانة، حيث يكون هناك شعور متكرر في الحاجة إلى التبول لدرجة تؤثر سلبا على حياة الشخص. قد تحدث الحاجة المتكررة إلى التبول خلال النهار، في الليل أو كليهما. إذا كان هناك فقدان السيطرة على المثانة بالتالي يعرف برغبة سلس البول. أكثر من 40% من الأشخاص الذين يعانون فرط نشاط المثانة لديهم سلس البول. بينما حوالي 40% إلى 70%ممن يعانون من سلس البول يكون سببه فرط نشاط المثانة،  وهذه الحالة ليست مهددة للحياة  ، ولكن معظم الناس ممن يعانون هذه الحالة يملكون مشاكل لعدة سنوات.
سبب فرط نشاط المثانة غير معروف. وتتضمن عوامل الخطر: السمنة، ومادة الكافيين، والإمساك  ، مرض السكري سيئ الرقابة، وقلّة الحركة، وآلام الحوض المزمنة قد تفاقم الأعراض. الناس في كثير من الأحيان يملكون الأعراض لفترة طويلة قبل التماس العلاج، ويتم التعرف على الحالة في بعض الأحيان من قبل مقدمي الرعاية. وقد يستند التشخيص إلى العلامات والأعراض التي يملكها الشخص ويتطلب التشخيص استعاد مشاكل أخرى مثل التهابات المسالك البولية أو حالات عصبية كمية البول التي يتم التخلص منها في كل عملية تبول صغيرة نسبيا، والألم أثناء التبول يوحي بان هناك مشكلة أخرى غير فرط نشاط المثانة.
ليس هنالك حاجة للعلاج دائماً إذا كان العلاج مطلوب ينصح بداية بعمل تمارين لقاع الحوض، وتدريب المثانة، وأساليب سلوكية أخرى. فقدان الوزن لدى الأشخاص الذين يعانون من زيادة الوزن، وتقليل استهلاك الكافيين، وشرب السوائل المعتدلة كل ذلك يمكن أن يكون له فوائد أيضا. الأدوية وعادة التي هي من نوع مضاد المسكارينية ينصح بها فقط إذا كانت التدابير الأخرى غير فعالة، هي ليست أكثر فعالية من الأساليب السلوكية، لكنها ترتبط مع آثار جانبية خاصة لدى كبار السن. حقن توكسين البوتولينيوم داخل المثانة خيار آخر أيضا ، عموما لا ينصح بالقسطرة البولية أو الجراحة. تتبع المشاكل بشكل يومي يمكن أن يساعد في تحديد إذا ما كانت العلاجات تعمل.
يقدر حدوث فرط نشاط المثانة في 7-27% من الرجال و 9-43% من النساء ويصبح أكثر شيوعا مع التقدم في السن.  وتشير بعض الدراسات أن الحالة أكثر شيوعا في النساء وخصوصا عندما يرتبط مع فقدان السيطرة على المثانة. وقد قدرت التكلفة الاقتصادية لفرط نشاط المثانة في الولايات المتحدة ب 12.6 مليار دولار و 4.2 مليار يورو في عام 2000.

## العلامات والأعراض
يتميز فرط نشاط المثانة بمجموعة من أربعة أعراض: الاستعجال، تكرار البول، كثرة التبول أثناء الليل ورغبة سلس البول. رغبة سلس البول غير موجودة في التصنيف «الجاف».
يعتبر الاستعجال العرض المميز لفرط نشاط المثانة، ولكن لا توجد معايير واضحة لماهية الاستعجال والدراسات غالبا ما تستخدم معايير أخرى. يتم تعريف الاستعجال حاليا من قبل جمعية الزهد الدولي اعتبارا من عام 2000 بأنها «الرغبة الملحة والمفاجئة للتبول والتي يصعب تأجيلها». وقد كان التعريف السابق «رغبة قوية في التفريغ يرافقها خوف من التسرب أو الألم». لا يتناول التعريف مباشرة الرغبة في الإفراغ وقد انتقدت بأنها غير موضوعية.
و يعتبر تكرار البول غير طبيعي إذا تبول الشخص أكثر من ثماني مرات في اليوم، وعادة ما يتم رصد مثل هذا التكرار من خلال حفاظ المريض على تفريغ اليوميات حيث انه يسجل حوادث التبول. ويختلف عدد المرات اعتمادا على النوم وتناول السوائل والأدوية، ويعتبر أمرا طبيعيا عندما يصل إلى سبعة إذا كان ذلك يتماشى مع العوامل الأخرى.
التبول الليلي هو أحد الأعراض حيث يشكو الشخص من النوم المتقطع بسبب الرغبة في الإفراغ، وهو مثل عنصر تكرار البول يتأثر بمثل أسلوب الحياة والعوامل الطبية. لا تعتبر أحداث الاستيقاظ على المستوى الفردي شاذة. دراسة واحدة في فنلندا أكدت أنه مرتين أو أكثر في الرغبة إلى الفراغ كل ليلة يؤثر في نوعية الحياة.
رغبة سلس البول، هو شكل من أشكال سلس البول، والتي تتميز بفقدان البول اللاإرادي والذي يحدث دون سبب واضح على الرغم من شعور الإلحاح البولي كما هو مبين أعلاه. أيضا مثل تكرار البول، يمكن للشخص متابعته في اليوميات للمساعدة في تشخيص وعلاج الأعراض. ويمكن أيضا أن تقاس باختبارات الحشو، وغالبا ما تستخدم هذه لأغراض البحث. بعض الناس ممن يعانون من رغبة سلس البول أيضا لديهم سلس الإجهاد وهذا يمكن أن يعقد الدراسات السريرية.
من المهم أن الطبيب والمريض على حد سواء يتوصلوا إلى توافق في الآراء بشأن هذا المصطلح «الاستعجال». وتشمل بعض العبارات الشائعة التي تستخدم لوصف فرط نشاط المثانة، «عندما يتوجب علي أن أذهب، يجب أن أذهب» أو «عندما يجب علي أن أذهب، لا بد لي من التسرع، لأنني أعتقد أنني سوف أبلل نفسي». وبالتالي فإن مصطلح «الخوف من التسرب» مفهوم هام للمرضى.

## الأسباب
سبب فرط نشاط المثانة غير واضح، بل قد تكون هناك أسباب متعددة. وغالبا ما يرتبط هذا مع فرط نشاط العضلة النافصة البولية، وهو نمط من انقباض عضلة المثانة التي لوحظت خلال ديناميكا البول. ومن الممكن أيضا أن زيادة طبيعة الانقباض تنتج من الظهارة البولية والصفيحة المخصوصة، والتقلصات غير الطبيعية في هذه الأنسجة يمكن أن تحفز الاختلال الوظيفي في العضلة النافصة أو في كامل المثانة.

### التهيج ذو الصلة بالقسطرة
في حالة حدوث تشنجات المثانة أو عدم وجود بول في وعاء الصرف مع وجود القسطرة قد يتم سد القسطرة عن طريق الدم، أو الرواسب السميكة، أو انبعاج في القسطرة أو أنبوب الصرف. في بعض الأحيان هذه التشنجات تسببها القسطرة التي تهيج المثانة والبروستات أو القضيب، يمكن السيطرة على مثل هذه التشنجات بالأدوية مثل بوتيل سكوبول أمين، على الرغم من أن معظم المرضى في نهاية المطاف يضبطون التهيج والتشنجات تزول.

## التشخيص
يتم تشخيص فرط نشاط المثانة بداية اعتمادا على علامات وأعراض الشخص واستبعاد الأسباب الأخرى المحتملة مثل العدوى. بشكل عام، ديناميكا البول وتنظير المثانة والموجات فوق الصوتية لا حاجة إليها بالإضافة إلى ذلك، يمكن زراعة عينة بول ليتم استبعاد العدوى. ويجوز وضع الرسم البياني الذي يبين العلاقة بين عدد مرات تكرار البول / وحجمه، ويمكن أن يتم عمل تنظير للمثانة عن طريق مجرى البول لاستبعاد الورم وحصى الكلى. إذا كان هناك عملية أيضية كامنة وراء وجود الأعراض أو حالة مرضية تفسر تلك الأعراض، يمكن اعتبار هذه الأعراض جزءا من هذا المرض وليست خاصة بفرط نشاط المثانة.
قد يسبب فرط نشاط المثانة أعراض مشابهة لبعض الحالات الأخرى مثل: عدوى المسالك البولية، سرطان المثانة، وتضخم البروستاتا الحميد. التهابات المسالك البولية غالبا ما تنطوي على الألم وبولة دموية (دم في البول) التي عادة ما تكون غائبة في فرط نشاط المثانة. سرطان المثانة عادة ما يتضمن بيلة دموية ويمكن أن تشمل الألم، كلاهما لا يرتبط بفرط نشاط المثانة، والأعراض الشائعة لفرط نشاط المثانة (الاستعجال، تكرار البول، وكثرة التبول أثناء الليل) قد تكون غير موجودة. وتشمل أعراض تضخم البروستاتا الحميد في كثير من الأحيان الحاجة إلى التفريغ وكذلك في بعض الأحيان تشمل الألم أو البيلة الدموية، وجميع هذه الأعراض لا تكون موجودة في فرط نشاط المثانة عادة. مرض السكري الكاذب، الذي يسبب زيادة عدد مرات التبول وحجمه، ولكن ليس بالضرورة الملحة.

### التصنيف
هناك بعض الجدل حول تصنيف وتشخيص فرط نشاط المثانة. بعض المصادر تصنف فرط نشاط المثانة إلى «الرطب» و «الجاف» اعتمادا على ما إذا كان هناك حاجة ملحة إلى التبول أو إذا كان يتضمن سلس البول. والرطب أكثر شيوعا من الجاف. إن التمييز ليس مطلقا، واقترحت إحدى الدراسات أن العديد مما صنف على أنه «جاف» كان في الواقع من تصنيف «الرطب» وأن المرضى الذين ليس لديهم تاريخ لأي تسرب قد يكون لديهم متلازمات أخرى.
فرط نشاط المثانة يختلف عن سلس البول المجهد، ولكن عند حدوثها معا تعرف هذه الحالة باسم سلس البول المختلط.

## الإدارة
المقال الرئيسي: علاج لفرط نشاط المثانة

### نمط الحياة
يتضمن علاج فرط نشاط المثانة أساليب غير دوائية مثل تعديل نمط الحياة (تقليل السوائل وتجنب الكافيين)، وإعادة تدريب المثانة.
تفريغ المثانة في الوقت المناسب هو شكل من أشكال تدريبها، والذي يستخدم الارتجاع البيولوجي للحد من تكرار الحوادث الناجمة عن ضعف السيطرة على المثانة. ويهدف هذا الأسلوب إلى تحسين مراقبة المريض على مدى الزمان والمكان وتكرار التبول.
تتضمن برامج التفريغ في الوقت المناسب وضع جدول زمني للتبول. للقيام بذلك يملأ المريض رسما بيانيا للتفريغ والتسريب. من الأنماط التي تظهر في الرسم البياني، يمكن للمريض أن يخطط لإفراغ مثانته قبل أن يتم التسريب. بعض الأفراد يجدون أنه من المفيد استخدام ساعة تذكير تهتز لمساعدتهم على تذكر استخدام الحمام. يمكن تعيين هذه الساعات الاهتزازية لتتوقف في فترات معينة أو في أوقات محددة طوال اليوم، وهذا يعتمد على الساعة. ومن خلال هذه العملية التدريبية للمثانة، يمكن أن يغير المريض جدول المثانة الخاصة به لتخزين وتفريغ البول.

### الأدوية
ويمكن استخدام عدد من الأدوية مثل أدوية مضاد المسكارين (على سبيل المثال، داريفيناسين، هيوسيامين، أوكسي بوتينين، تولتيروداين، سوليفيناسين، تروسبيوم، فيسوتيروداين). منبهات مستقبلات هرمون التوتر B3 (على سبيل المثال، ميرابيجرون). ومع ذلك، فإن هذه الأدوية تعتبر خط العلاج الثاني بسبب خطر الآثار الجانبية لها.
قليل من الناس يحصلون على راحة تامة بالأدوية وجميع الأدوية لا تملك أكثر من الفعالية المعتدلة.
والشخص العادي المصاب بفرط نشاط المثانة قد يتبول 12 مرة في اليوم الواحد. قد تقلل الأدوية هذا الرقم بمرتين إلى ثلاث مرات وتحد من حدوث سلس البول بنسبة مرة إلى مرتين في اليوم الواحد.

### الإجراءات
كما يمكن استخدام مختلف الأجهزة مثل (نظام تعديل العمليات العصبية العاجل عن طريق الجلد). تمت الموافقة على البوتولينوم توكسين A (البوتوكس) من قبل إدارة الغذاء والدواء في البالغين الذين يعانون من الحالات العصبية، بما في ذلك مرض التصلب المتعدد وإصابات الحبل الشوكي. حقن توكسين البوتولينوم A في جدار المثانة يمكن أن تمنع تقلصات المثانة اللاإرادية عن طريق منع الإشارات العصبية، ويمكن أن تكون فعالة لمدة تصل إلى تسعة أشهر.

## التنبؤ
عدد من الناس ممن لديهم فرط نشاط المثانة تهدأ عندهم تلك الأعراض في غضون سنة، مع تقديرات مرتفعة تصل إلى 39% ولكن المعظم تستمر لديهم الأعراض لعدة سنوات.

## علم الأوبئة
قدرت تقارير سابقة أن حوالي واحد من كل ستة بالغين في الولايات المتحدة وأوروبا لديهم فرط نشاط المثانة.
انتشار فرط نشاط المثانة يزيد مع التقدم في السن،  وبالتالي فإنه من المتوقع أن فرط نشاط المثانة سوف يصبح أكثر شيوعا في المستقبل، كما أن متوسط عمر السكان الذين يعيشون في الدول المتقدمة أخذ في الازدياد. ومع ذلك، فإن الدراسة الحديثة على السكان الفلنديين  اقترحت أن الانتشار قد بلغ حداً كبيراً بسبب ضعف الطرق المنهجية المتعلقة بالتوزيع العمري والمشاركة المنخفضة (في تقارير سابقة). ويشتبه بعد ذلك في أن فرط نشاط المثانة يؤثر على ما يقارب نصف عدد الأفراد كما ذكر في التقارير السابقة.
تقارير دراسات جمعية المسالك البولية الأميركية التي تبين معدلات منخفضة تصل إلى 7% لترتفع وتصل إلى 27% لدى الرجال ومعدلات منخفضة تصل إلى 9% لترتفع وتصل إلى 43% لدى النساء. وأفادت التقارير أن رغبة سلس البول أعلى عند النساء. وكبار السن أكثر عرضة لتأثر كما أن انتشار الأعراض يزيد مع التقدم في السن.